# Onur Aydın
Onur Aydın (Istanbul, 15 marzo 1979) è un ex cestista turco.